# Sotym Uługzoda
Sotym Uługzoda (tadż. Сотим Улуғзода, ur. 11 września 1911 w Varziku (obecnie w wilajecie namangańskim), zm. 25 czerwca 1997) – tadżycki prozaik i dramaturg.

## Życiorys
Urodził się w rodzinie chłopskiej. Kształcił się w Taszkencie, gdzie w 1929 ukończył Tadżycki Instytut Oświaty. Zaczął publikować w 1932. Brał udział w wojnie z Niemcami, w latach 1944–1946 był przewodniczącym Związku Pisarzy Tadżyckiej SRR. W 1951 został członkiem korespondentem Akademii Nauk Tadżyckiej SRR. Pisał opowiadania i powieści, m.in. Dijori Nawobod (Nowa ziemia, 1953) i Wose (1967) - o przywódcy powstania antyfeudalnego z 1886. Napisał również utwory sceniczne Szodmon (1939) o pracownikach upraw bawełny, Kaltakdoroni surch (Czerwoni uzbrojeni w pałki, 1940 - o walkach z basmaczami) i dramat historyczny Rudaki (1958). Poza tym jest autorem scenariuszy filmowych i prac z teorii literatury.